# Хвасон-10
Хвасон-10 (кор. 화성 10, 火星 10), також відома як БМ-25 і Мусудан (кор. 무수단, 舞水端) — північнокорейська мобільна балістична ракета середньої дальності. Була вперше представлена міжнародному співтовариству на військовому параді 10 жовтня 2010, який був проведений на честь 65-річчя Трудової партії Кореї, однак на думку експертів, це були лише макети. Хвасон-10 нагадує формою радянську балістичну ракету Р-27, але є трохи довшою. День 104-річчя з дня народження Кім Ір Сена Північна Корея відзначила тестовим запуском ракети, який, тим не менш, провалився. На разі, придатність БМ25 невідома.

## Історія

### Розробка

Розрахункова максимальна дальність деяких північнокорейських ракет

В середині 1990-х, після розпаду СРСР, Північна Корея запросила дизайнерів і інженерів з Державного ракетного центру для розробки ракети на основі Р-27.
Так як Корейська народна армія використовувала пускову установку на базі МАЗ-547/МАЗ-7916, вантажопідйомність якого становить 20 т (Р-27 важила 14,2 т), було вирішено зробити бак окислювача і паливний бак ракети приблизно на 2 метри довше. Також, три боєголовки РГЧ ІН замінили однією.
Рідинний ракетний двигун працює на самозаймистій комбінації несиметричного диметилгідразину як пального, і азотного тетраоксиду як окислювача. Коли ці дві рідини подаються в ракету, вона залишається у стані «готовою до запуску» впродовж кількох днів, або навіть тижнів, як і Р-27, при помірній температурі навколишнього середовища. Хвасон-10 потрібно заправляти вже на місці пуску, в іншому випадку міцність конструкції може бути порушена при наземному транспортуванні.
Спочатку вважалося, що ракетні двигуни БМ25 були встановлені на другу ступінь ракети Тепходон-2, яку Північна Корея невдало протестувала в 2006. Пізніше, аналіз запуску ракети-носія Инха-3, яка, як вважалося, базується на Тепходоні-2, показав, що під час другої ступені не використовувалося теж саме паливо, що і на Р-27, тому, скоріше за все, вона побудована на основі технології Нодон. Є можливість, що Хвасон-10, подібно до Нодону, так само використовує гас і інгібовану червону димлячу азотну кислоту як ракетне паливо, що скорочує дальність дії приблизно на половину.

### Запуски
6 квітня 2013, за різними свідченнями, дві ракети Хвасон-10 було доставлено до східного узбережжя Північної Кореї і підготовлено для можливого запуску. 7 травня, Білий дім повідомив, що ці ракети вивезені з прибережного місця пуску.
14 квітня 2016, південнокорейське інформагентство Йонхап повідомило, що одна або дві ракети Хвасон-10 готується для пуску в портовому місті Вонсан. У день 104-річчя з дня народження Кім Ір Сена, Північна Корея запустила ракету зі східного узбережжя о 5:30 ранку за місцевим часом, однак за інформацією Південної Кореї, ракета відхилилася від «нормальної» траєкторії і пуск не вдався. Американське стратегічне командування також «виявило і відстежило» ракету, і повідомило, що запуск провалився. 28 квітня, за словами Південної Кореї, були здійснені другий і третій пуски БМ25, обидва з яких не вдалися; одну ракету запустили вранці з північно-східного узбережжя і вона розбилася за кілька секунд після старту, а інший пуск відбувся ввечері, однак, він також зазнав краху. Вранці 31 травня, Північна Корея здійснила черговий запуск БМ25 з міста Вонсан, але як і в попередні рази, він виявився невдалим. 22 червня, Південна Корея і представники США повідомили, що КНДР провела пуски двох ракет з Вонсану, які, скоріш за все, були БМ25. Перша ракета подолала відстань у 150 км, і її запуск вважається невдалим, а друга — 400 км, але даних стосовно неї немає.

## Оператори

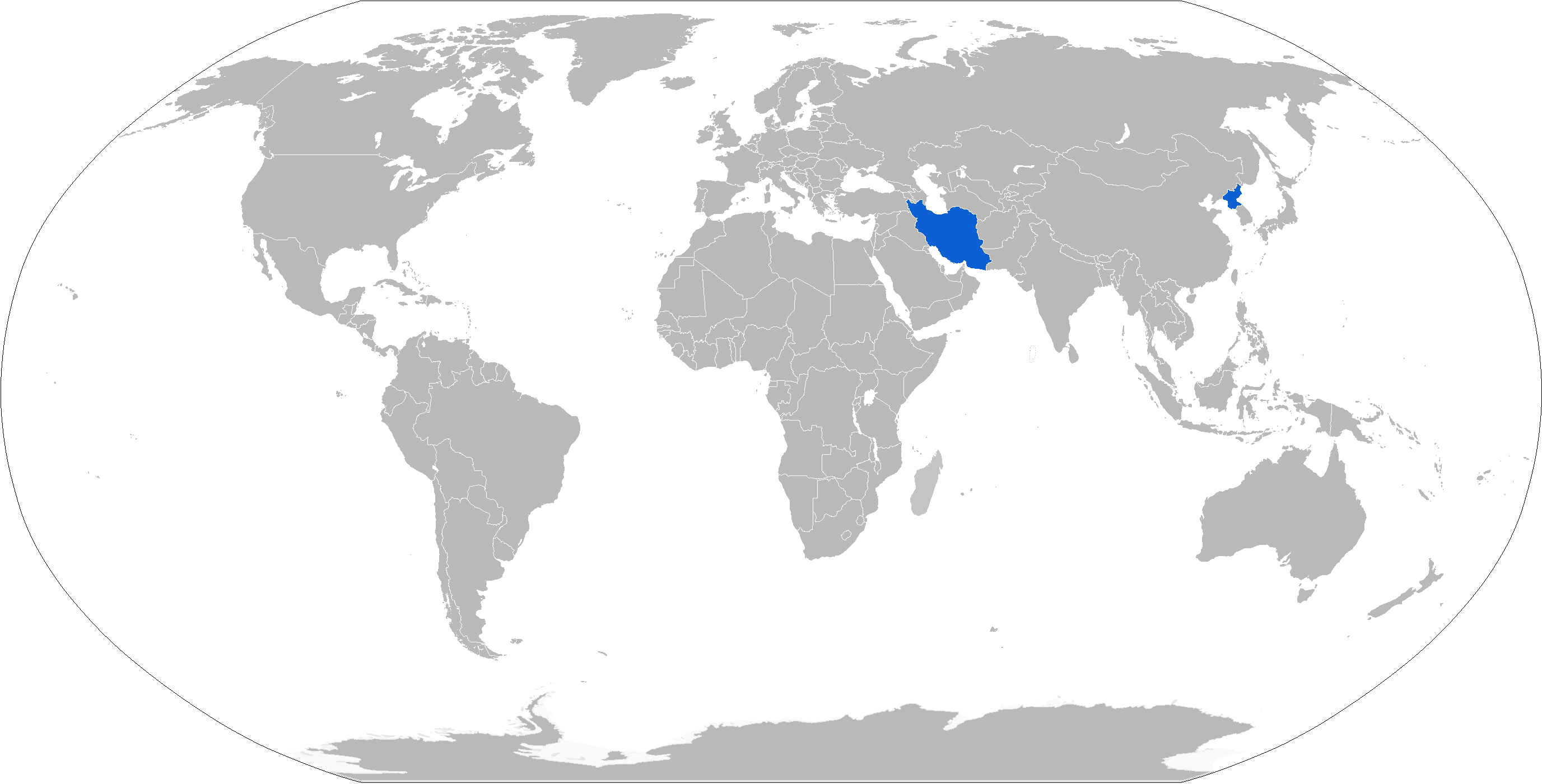
Країни-оператори позначені синім кольором

- Іран — 19 ракет, згідно з даними з витоку дипломатичних телеграм США[15]. Однак, Іран ніколи не демонстрував ракети, тому деякі представники розвідки Сполучених Штатів сумніваються в тому, що вони були передані Ірану[2]. У частині 26 одного з документів написано[16]:

|  | Росія каже, що під час презентацій в Москві і коментарів, зроблених в ході нинішніх переговорів, Сполучені Штати обговорювали БМ-25 як існуючу систему. Росія поставила під сумнів основи для цього припущення і попросила будь-яких фактів, які США мали б надати, щоб довести її існування, такі як запуски, фотографії тощо. Для Росії, БМ-25 являє собою таємничу ракету. Північна Корея не проводила жодних випробувань цієї ракети, але США сказали, що Північна Корея передала 19 з цих ракет до Ірану. Для Росії важко вислідити логічний слід у цьому. Так як Росія не бачила будь-яких доказів про розробку цієї ракети або випробування, Росії важко уявити, що Іран буде купувати неперевірену систему. Росія не розуміє, як може бути укладена угода стосовно неперевіреної ракети. Посилання на існування ракети скоріше є політичною літературою, ніж технічним фактом. Коротше кажучи, у Росії виникає питання про існування цієї системи. Оригінальний текст (англ.) Russia said that during its presentations in Moscow and its comments thus far during the current talks, the U.S. has discussed the BM-25 as an existing system. Russia questioned the basis for this assumption and asked for any facts the U.S. had to provide its existence such as launches, photos, etc. For Russia, the BM-25 is a mysterious missile. North Korea has not conducted any tests of this missile, but the U.S. has said that North Korea transferred 19 of these missiles to Iran. It is hard for Russia to follow the logic trail on this. Since Russia has not seen any evidence of this missile being developed or tested, it is hard for Russia to imagine that Iran would buy an untested system. Russia does not understand how a deal would be made for an untested missile. References to the missile's existence are more in the domain of political literature than technical fact. In short, for Russia, there is a question about the existence of this system. |

- Північна Корея — 12[17]—200[18] ракет. 16 було показано 10 жовтня 2010 під час військового параду, але на думку експертів це були макети ракет.